# Text602
Text602 (též zkráceně T602) je československý textový procesor typu WYSIWYG pro počítače IBM PC kompatibilní s operačním systémem DOS, velmi rozšířený zejména v první polovině devadesátých let. Umožňuje jak nasazení v počítačové síti, tak – bez dalších pomocných programů – práci se znaky národních abeced (především s českými a slovenskými, ale rovněž s německými nebo s azbukou) a několika různými mapami klávesnice. Spustitelný i na počítačích třídy XT, Text602 pracuje v grafickém režimu.

## Stručná historie

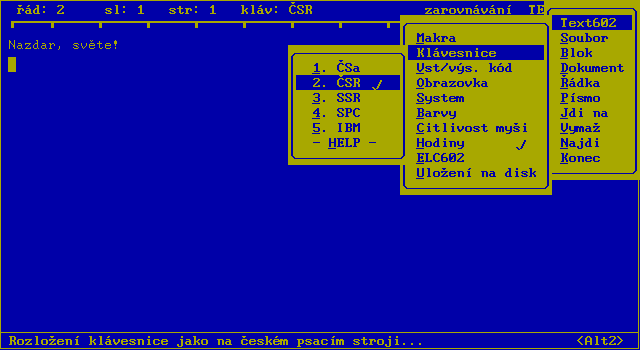
Textový editor Text602 verze 1.00 (1989)

První verze procesoru vznikla ještě před listopadem 1989 v kruzích někdejší pražské 602. základní organizace Svazarmu sdružující zájemce o osobní počítače. Jako autoři jsou uváděni Jaromír Šiška, Richard Kaucký a Martin Šiška. Později vývoj převzala jimi založená firma Software602.
Verze 1.5 byla nenáročná na hardware: fungovala bez nutnosti instalace a pevného disku; vyžadovala aspoň 512 KiB konvenční paměti a oproti pozdějším verzím měla jistá omezení. Poslední verze, 3.1, byla vyvinuta roku 1995 a představovala pokus o výraznější změnu programu: vzhledově byla výrazně odlišná od předchozích verzí – uživatelské rozhraní výrobce sjednotil s tabulkovým procesorem C602, jakož i s dalšími produkty ze své stáje (podobalo se dokonce programům z prostředí Windows 3.1 – odtud možná záměrná shoda v označení verze), funkčně přinesla některé novinky: práci s více než dvěma dokumenty současně, oddělení kurzoru a ukazatele myši, drag and drop, přidanou podporu grafických formátů importovaných obrázků. Pokoušela se tak přinést novou uživatelskou zkušenost a uživatelské návyky známé z grafických prostředí operačních systémů; též měla vyšší paměťové nároky – 2 MiB RAM. Už se nestačila příliš rozšířit, takže za nejpoužívanější verzi T602 lze nadále považovat 3.0, která sloužila mnohde ještě dlouho po ukončení oficiálního prodeje.[zdroj?]
Textový procesor T602 obsahuje funkce, které umožňují pohodlně vytvářet textové dokumenty, především:
- komunikace s uživatelem v českém jazyce
- klávesové zkratky převzaté z textového procesoru WordStar
- různé typy písma (normální, tučné, kurziva, vysoké, velké, podtržené, horní a dolní index)
- různé mapy klávesnic (anglická, česká, programátorská, německá, ruská, uživatelem definovaná atd.)
- podpora mnoha typů tiskáren
- označování a kopírování textu, sloupcové bloky
- automatické zalamování odstavců
- vkládání obrázků
- kreslení rámečků (tabulek)
- možnost otevřít více dokumentů najednou
- práce s makry
- sestavení obsahu nebo rejstříku dokumentu
- propojení s databázovým souborem pro hromadnou korespondenci
- kalkulačka, jednoduchý správce souborů, jazykový korektor

## Podporované formáty
Nativně program používá vlastní formát 602. Je také možné importovat i exportovat soubory formátů používaných programy WordStar, Microsoft Word, WordPerfect a rovněž i soubory formátu RTF. Import a export probíhá pomocí programu pre602.exe, který funguje samostatně, může však být pohodlně přednastaven a volán z menu T602.
Do dokumentu je možno vložit i obrázky, do verze 3.0 včetně pouze ve formátu TIFF; 3.1 vnesla podporu formátů Windows Bitmap (BMP), PC Paintbrush (PCX), CompuServe GIF a Truevision Targa (TGA). Vzájemný převod mezi nimi zajišťuje cnv602.exe.

## Tisk
Kvůli faktu, že ne všechny tiskárny dovezené na začátku 90. let do ČSFR měly znakovou sadu obsahující české a slovenské znaky, zakomponovali autoři do programu tři druhy tisku:
- grafický režim – veškerý text se do tiskárny odesílá jako shluk bodů (tato metoda byla nejsnazší a pravděpodobně nejpoužívanější, byla však také nejpomalejší a nejméně šetrná k pásce či náplni tiskárny)
- nahrání znakové sady do RAM tiskárny pomocí programu down602m.exe (později d602.exe) a následný tisk z T602 v textovém režimu
- textový režim pro tiskárny, které obsahují všechny potřebné znaky, bez nutnosti cokoliv nahrávat (v tomto režimu jsou podporovány i některé tiskárny s typovým kolečkem nebo elektrické psací stroje s připojením k počítači)

Definice pro jednotlivé tiskárny jsou uloženy v souborech s příponou DST tak, aby si je uživatel mohl upravit v případě, že by tiskárna nebyla schopna pracovat s žádným dodávaným ovladačem.
I roku 2024 se tento program používá a existuje i instalace běžící via DOSBox pod aktuální verzí Windows 10; krom tisku na síťové laserové tiskárně vytváří výstupy do PDF (tzv. virtuální tisk; samozřejmě včetně možnosti výběru původních fontů).[zdroj?]

## MailMerge
Text602 má zabudován systém MailMerge. Je schopen načíst tabulku ve formátu DBF, vybrat z ní věty odpovídající kritériím a následně vytisknout dokument tolikrát, kolik odpovídajících záznamů bylo nalezeno. Typickým využitím systému je třeba hromadná korespondence, pokaždé stejný dopis s jinou hlavičkou. K načtení tabulky a pohybu v záznamech se používají tzv. tečkové příkazy; ty se zapisují přímo do těla dokumentu, na začátek řádky. Příkaz začíná tečkou, následují dvě písmena definující příkaz a dle potřeby i jeho parametry. Na vytištěném dokumentu pak nejsou tyto příkazy vidět. Například příkaz
```
.DF adresy.dbf
```

určuje, že má být před tiskem načten soubor adresy.dbf. Jednotlivá pole se pak vkládají kamkoliv do dokumentu ve formátu $(proměnná), přičemž název proměnné odpovídá názvu sloupce tabulky.

## Kartotéka K602
Od verze 3.0 byl s procesorem dodáván i program Kartotéka K602, umožňující vytvoření souboru ve formátu DBF a jeho plnění daty v uživatelem navrženém formuláři. Nejedná se o plnohodnotné databázové prostředí: neumí pracovat s více tabulkami najednou a možnosti filtrování záznamů a vyhledávání jsou omezené; jde především o pomůcku k vytvoření jednoduché tabulky, využitelné v systému MailMerge. Kartotéka K602 byla hodnocena jako neumělý databázový systém, mj. pro absenci některých základních typů položek (například MEMO s proměnnou délkou) či jakéhokoliv makrojazyka; přitom plně postačovala pro účely běžné agendy v kanceláři.

## Podpora formátu v aplikacích
Formát 602 je podporován i v aplikacích používaných ve 20. letech 21. století, například v kancelářských balících OpenOffice a LibreOffice nebo v textovém procesoru AbiWord.
Historicky měly možnost práce se soubory 602 již nevyvíjené produkty ze stejné stáje, přímý nástupce WinText602 a kancelářský balík 602PC Suite, či některé starší verze programu Microsoft Word.